# Pojízdná taška

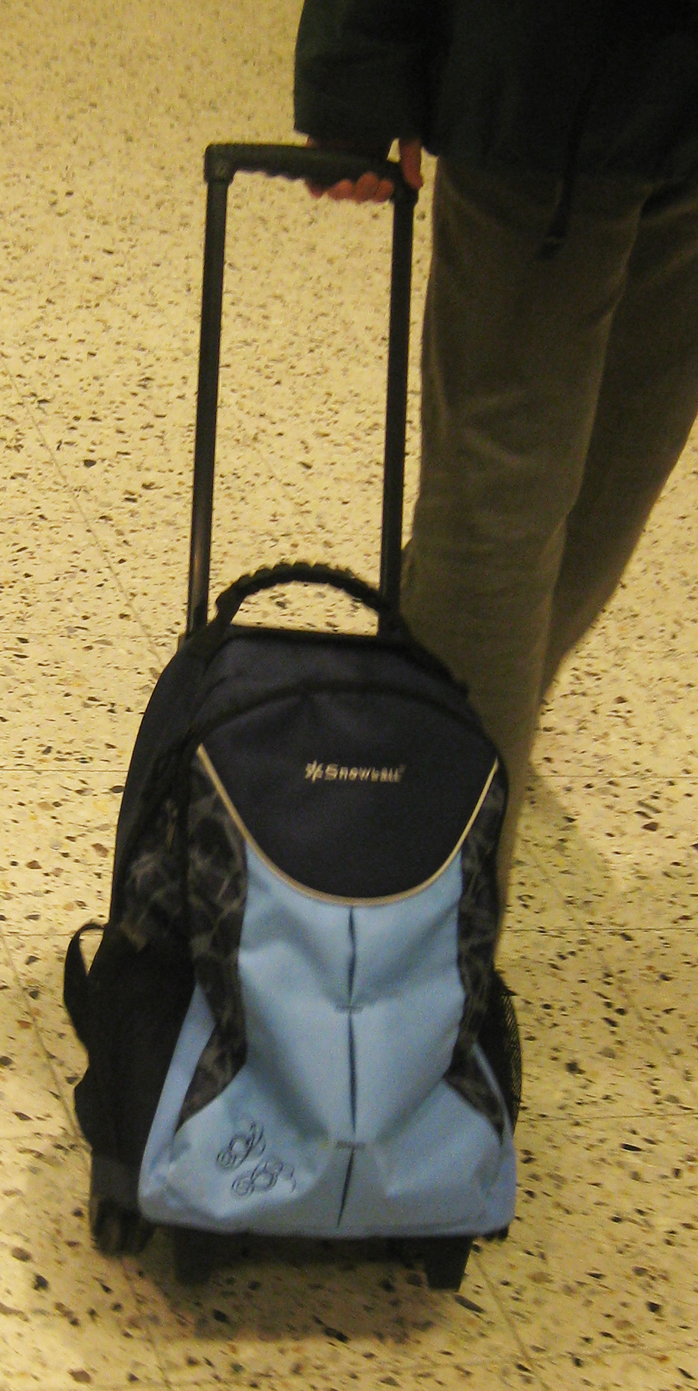
Moderní podoba pojízdné tašky

Pojízdná taška (taška na kolečkách) je taška, kterou může člověk vléci, případně tlačit po zemi, přičemž se pohybuje po otáčivých kolečkách. Typická taška na kolečkách má dvě kolečka, takže její váha leží zčásti na nich a zčásti ji nese vlekoucí osoba. Je v podstatě typem ručního vozíku, ale obvykle se tak nenazývá. Typicky se jako taška na kolečkách označují obaly s nepevnými stěnami, ale někdy i různé pojízdné pevné či skládací schrány určené k podobným účelům. 
Různé typy pojízdných tašek se používají pro různé účely: 
- nákupní taška na kolečkách
- cestovní taška na kolečkách
- sportovní tašky na kolečkách (golfové, hokejové atd.)

Pokud šířka tašky je do 50 centimetrů, tak se v Česku z hlediska pravidel silničního provozu nepovažuje za vozidlo a ten, kdo tašku vede, je považován za chodce. 